# Општина Симонешти (Харгита)
Симонешти (рум. Simoneşti) општина је у Румунији у округу Харгита.
Oпштина се налази на надморској висини од 524 m.